# 格靈冰川
格靈冰川（英語：Gurling Glacier），是南極洲的冰川，位於帕爾默地東岸，流經克雷布斯嶺和萊寧傑峰，最終注入史密斯灣，以英國研究隊的測量員命名，現時由南極條約體系管理。

## 外部連結
. . United States Geological Survey.   [2012-05-11].
70°34′S 62°20′W / 70.567°S 62.333°W